# Elisa Lagoma de Barinaga
Elisa Lagoma Barinaga (Barcelona, 1925 - íd., 23 d'agost de 2018) fou una pintora catalana del segle xx. Es va especialitzar en la pintura minimalista, sobre materials com l'ivori i oli.
Va estar activa a la dècada de 1940 i 1950 a Barcelona, moment en què va realitzar diverses exposicions individuals a espais com el Faianç Català, la Casa del Libro, o les Galeries Pons Llobet, entre d'altres. Als anys 60 del segle xx va exposar diverses vegades a les galeries Argo, Grifé & Escoda, la Sala Jaimes i La Pinacoteca, de Barcelona; o a les Galeries San Vicente, de València. L’any 1985 va exposar a la Galerie l’Oeil de Brussel·les i l’any 2005 tornà a exposar a Barcelona, a Mayte Muñoz Galería de Arte.
Segons la crítica, pintava rostres manieristes, allargats, amb expressió trista i colors freds, Hi ha obra seva a l'Església de Sant Miquel de Balenyà, actualment coberta per una tela, amb l’escultura d’un Sant Crist. També hi ha obra seva al Museo de Dibujo Julio Gavín - Castillo de Larrés, a Huelva, i a diverses col·leccions privades. A la cúpula de l'església parroquial de Nuestra Señora de la Expectación, de Badarán (La Rioja), hi ha la representació de les benaventurances, una obra de 1962.